# Teton

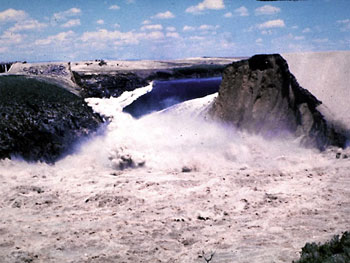
Dam met wegstromend water

Teton is een plaats (city) in de Amerikaanse staat Idaho, en valt bestuurlijk gezien onder Fremont County.

## Demografie
Bij de volkstelling in 2000 werd het aantal inwoners vastgesteld op 569.
In 2006 is het aantal inwoners door het United States Census Bureau geschat op 565, een daling van 4 (-0,7%).

## Geografie
Volgens het United States Census Bureau beslaat de plaats een oppervlakte van
1,2 km², geheel bestaande uit land.

## Dambreuk
De Teton Dam was een dam gebouwd in de Teton rivier ten noordoosten van de plaats. De dam werd in november 1975 opgeleverd waarna het stuwmeer werd gevuld. Medio 1976 was het meer vol, maar op 3 en 4 juli 1976 werden kleine lekkages geconstateerd. Rond het middaguur op 5 juli 1976 brak de dam en in zes uur stroomde 300 miljoen m3 water door het gat. Door het wegstromende water kwam 11 mensen om het leven en 13.000 stuks vee. De bouw van de dam heeft ongeveer $ 100 miljoen gekost en na de ramp heeft de Amerikaanse overheid meer dan $ 300 miljoen uitgegeven om de schade te herstellen. De dam is nooit herbouwd.

## Plaatsen in de nabije omgeving
De onderstaande figuur toont nabijgelegen plaatsen in een straal van 28 km rond Teton.